# Англа
А́нгла (эст. Angla) — деревня в волости Сааремаа уезда Сааремаа, Эстония. 
До административной реформы местных самоуправлений Эстонии 2017 года входила в состав волости Лейзи (упразднена).

## География и описание
Расположена в 31 км к северо-востоку от волостного и уездного центра — города Курессааре. Высота над уровнем моря — 14 метров.
Климат умеренный. Официальный язык — эстонский. Почтовый индекс —  94244.

## Население
По переписи населения 2021 года, в Англа насчитывалось 18 жителей, все — эстонцы.
По данным переписи населения 2011 года, в деревне проживали 22 человека, также все — эстонцы.
Численность населения деревни Англа по данным переписей населения:
| Год  | 1959 | 1970 | 1979 | 1989 | 2000 | 2011 | 2021 |
| ---- | ---- | ---- | ---- | ---- | ---- | ---- | ---- |
| Чел. | 78   | ↘ 58 | ↘ 40 | ↘ 32 | ↘ 24 | ↘ 22 | ↘ 18 |

## История
В источниках 1547 года упоминается Hangell (вак), 1798 года — Hangel, 1811 года — Angel. Как личное имя, Ange встречалось на территории Эстонии в XVI веке (Merthe Ange). Деревня ранее относилась к государственной мызе Персама (Пярсама).
На военно-топографических картах Российской империи (1846–1867 годы), в состав которой входила Лифляндская губерния, деревня обозначена как Англа.
В 1925 году в деревне насчитывалось 13 хуторов и 9 ветряных мельниц.

## Достопримечательности

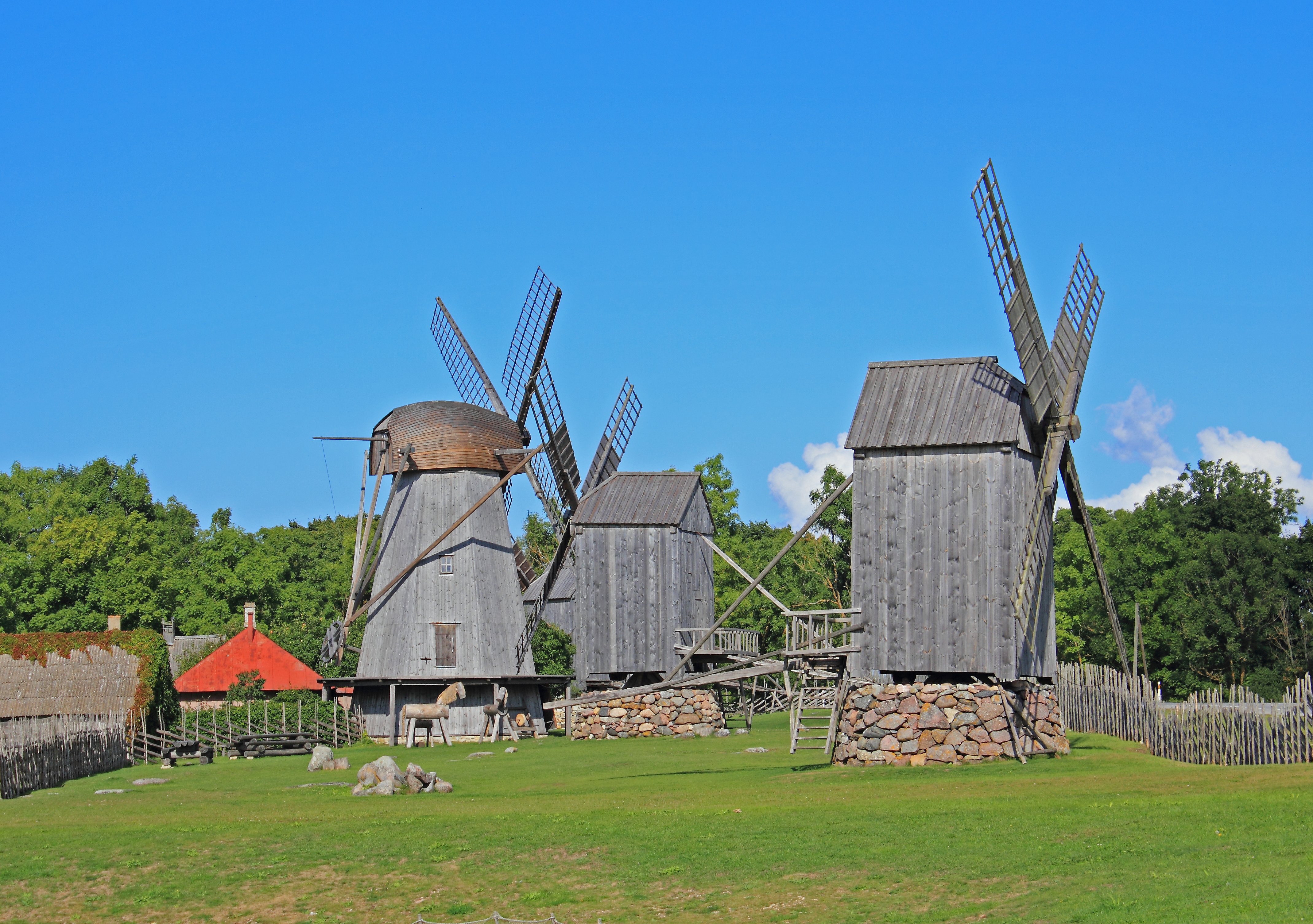
Англаские мельницы в 2013 году

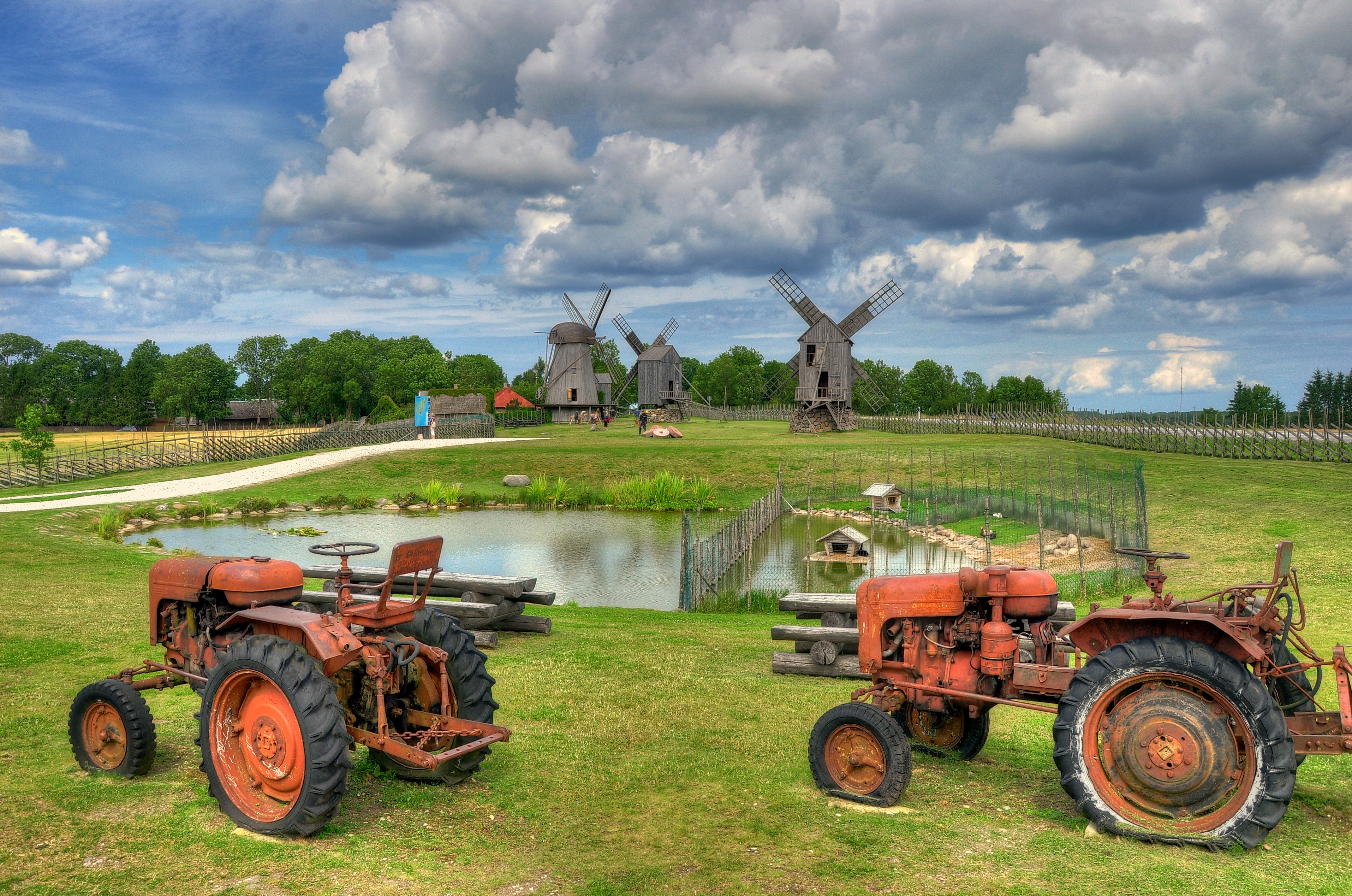
Англаский культурно-исторический центр

Достопримечательностью деревни являются пять ветряных мельниц — одна из наиболее хорошо сохранившихся групп ветряных мельниц в Эстонии, расположенная на своем первоначальном месте, на холме Англа. Четыре из них — это типичные сааремааские стержневые мельницы, которые были построены в начале XX века; на конструкциях одной из них выбит год 1880. Пятая мельница — мельница голландского типа — была построена в 1927 году. Все мельницы имеют свои имена: Вийте, Вилиду, Лайузе, Рейну и Тедре.
На холме Англа также расположен культурно-исторический центр, где можно увидеть исторические сельскохозяйственные машины, а в летний сезон — множество хуторских животных и птиц. Здесь работают кафе и сувенирный магазин, есть банкетный зал, по предварительному заказу можно принять участие в различных мастер-классах.

## Комментарии
1. ↑  Эстонские топонимы, оканчивающиеся на -а, не склоняются и не имеют женского рода (исключение — Нарва)[6].